# Генріх Лудольф Вендланд
Генріх Лудольф Вендланд (нім. Heinrich Ludolph Wendland або нім. Heinrich Ludolf Wendland, або нім. Henricus Ludolphus Wendland, 29 квітня 1791 — 15 липня 1869) — німецький ботанік та садівник, син німецького ботаніка, садівника та садового інспектора Йоганна Крістофа Вендланда (1755—1828) та батько німецького ботаніка, садівника та директора ботанічного саду в Гановері Германа Вендланда (1825—1903).

## Біографія
Генріх Лудольф Вендланд народився 29 квітня 1791 року.
З 1811 до 1814 він отримував ботанічну освіту у Відні. У співавторстві з Фрідріхом Готтлібом Бартлінгом Вендланд написав роботу Beiträge zur Botanik, яка була опублікована у Ґетінґені у 1824 році.
Генріх Лудольф Вендланд помер у місті Тепліце 15 липня 1869 року.

## Наукова діяльність
Генріх Лудольф Вендланд спеціалізувався на насіннєвих рослинах.

## Наукові праці
- Commentatio de Acacias aphyllii, 1820.
- Friedrich Gottlieb Bartling, Heinrich Ludolph Wendland. Beiträge zur Botanik, Bände 1—2, Göttingen 1824[4].

## Почесті
Рід рослин Wendlandia Bartl. ex DC. був названий на його честь.